# Vadstena (đô thị)
Đô thị Vadstena (tiếng Thụy Điển: Vadstena kommun) là một đô thị ở hạt Östergötland của Thụy Điển. Thủ phủ là thị xã Vadstena. Dân số thời điểm 31 tháng 12 năm 2000 là 7668 người.